# Fiumefreddo di Sicilia
Fiumefreddo di Sicilia é uma comuna italiana da região da Sicília, província de Catania, com cerca de 9.581 habitantes. Estende-se por uma área de 12 km², tendo uma densidade populacional de 798 hab/km². Faz fronteira com Calatabiano, Mascali, Piedimonte Etneo.

## Demografia
| Variação demográfica do município entre 1861 e 2011                               |
|                                                                                   |
| Fonte: Istituto Nazionale di Statistica (ISTAT) - Elaboração gráfica da Wikipedia |